# Torwarttrainer

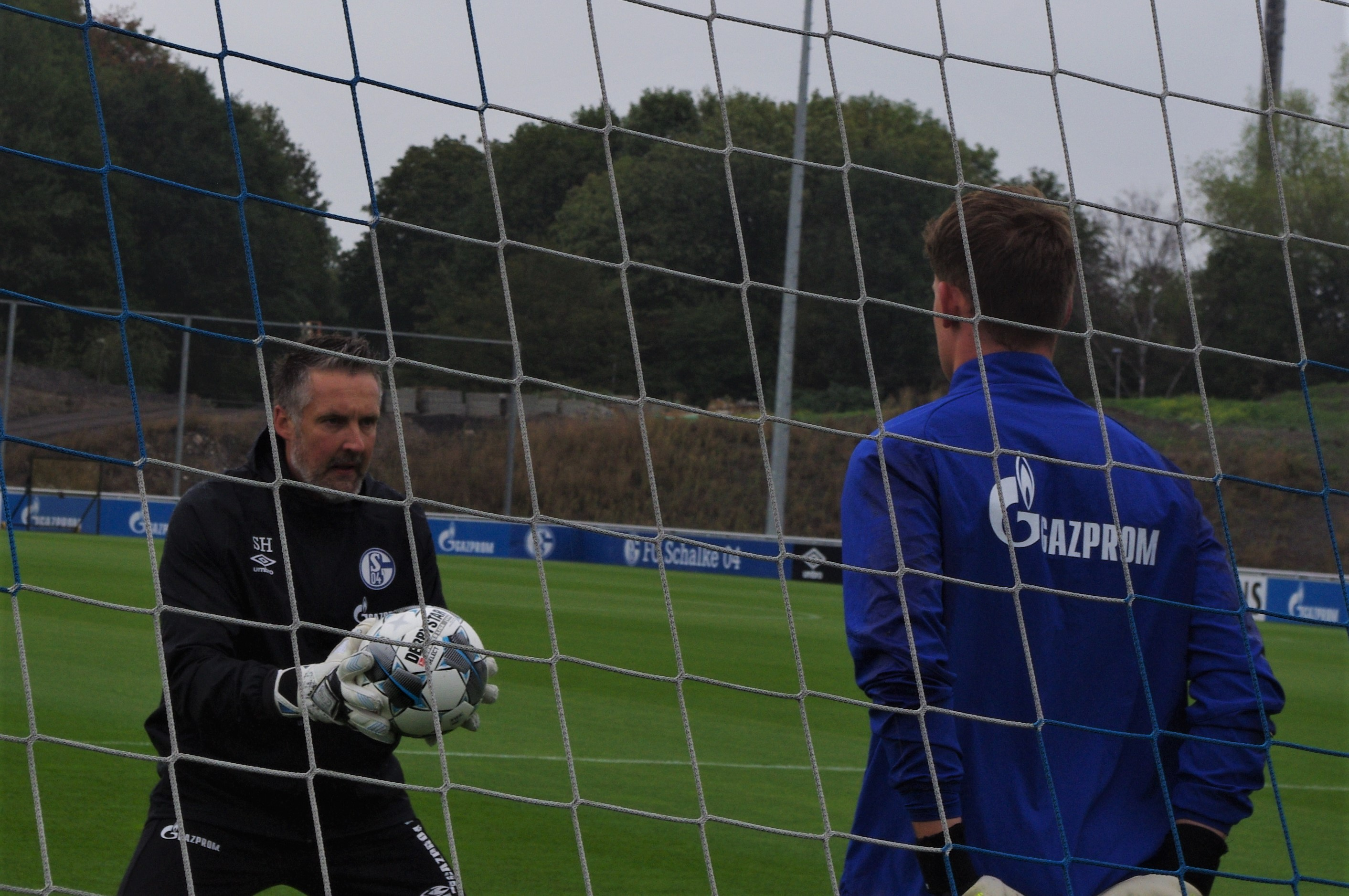
Simon Henzler, Torwarttrainer des FC Schalke 04, mit Alexander Nübel

Als Torwarttrainer wird in der Regel ein Trainerassistent bezeichnet, der dem hauptverantwortlichen Trainer im Bereich des Torwarttrainings assistiert. Viele professionelle Vereine in Mannschaftssportarten wie Eishockey, Fußball oder Handball verfügen über derartige Spezialisten. Häufig wird die Position durch ehemalige Torhüter besetzt.

## Hintergrund
Der Torwarttrainer übernimmt im Rahmen der Trainingsarbeit die Planung und Ausführung der torwartspezifischen Trainingsarten. Dabei werden die aus der besonderen Stellung der Torhüterposition stammenden speziellen Anforderungen an Taktik, Technik, Kondition und Körperbeherrschung im Trainingsplan berücksichtigt.
Für Torwarttrainer sind spezielle Ausbildungen notwendig. Mittlerweile bieten die meisten Landesverbände als auch der DFB  spezielle Ausbildungen zum Torwarttrainer an, diese sind notwendige Trainerlizenzen, die Staffelung lautet C-TorwarttrainerIn, B-TorwarttrainerIn (DFB - Leistungslizenz) und A-TorwarttrainerIn (DFB A-Level TWT) welche momentan ausschließlich hauptverantwortliche TorwarttrainerInnen an einem NLZ erhalten. Dabei findet häufig eine Schulung in Theorie und Praxis statt.